# Oberschützen
Oberschützen (węg. Felsőlövő, rom. Uprutni Schica) – gmina w Austrii, w kraju związkowym Burgenland, w powiecie Oberwart. 1 stycznia 2014 liczyła 2,41 tys. mieszkańców.

## Geografia
Gmina leży w południowym Burgenlandzie
Podział gminy
Obszar gminy obejmuje następujące pięć miejscowości (w nawiasach liczba mieszkańców 31.10.2011)
- Aschau im Burgenland (385)
- Oberschützen (1045)
- Schmiedrait (134)
- Unterschützen (472)
- Willersdorf (357).

W skład gminy wchodzą obręby ewidencyjne: Aschau, Oberschützen, Schmiedrait, Unterschützen i Willersdorf.

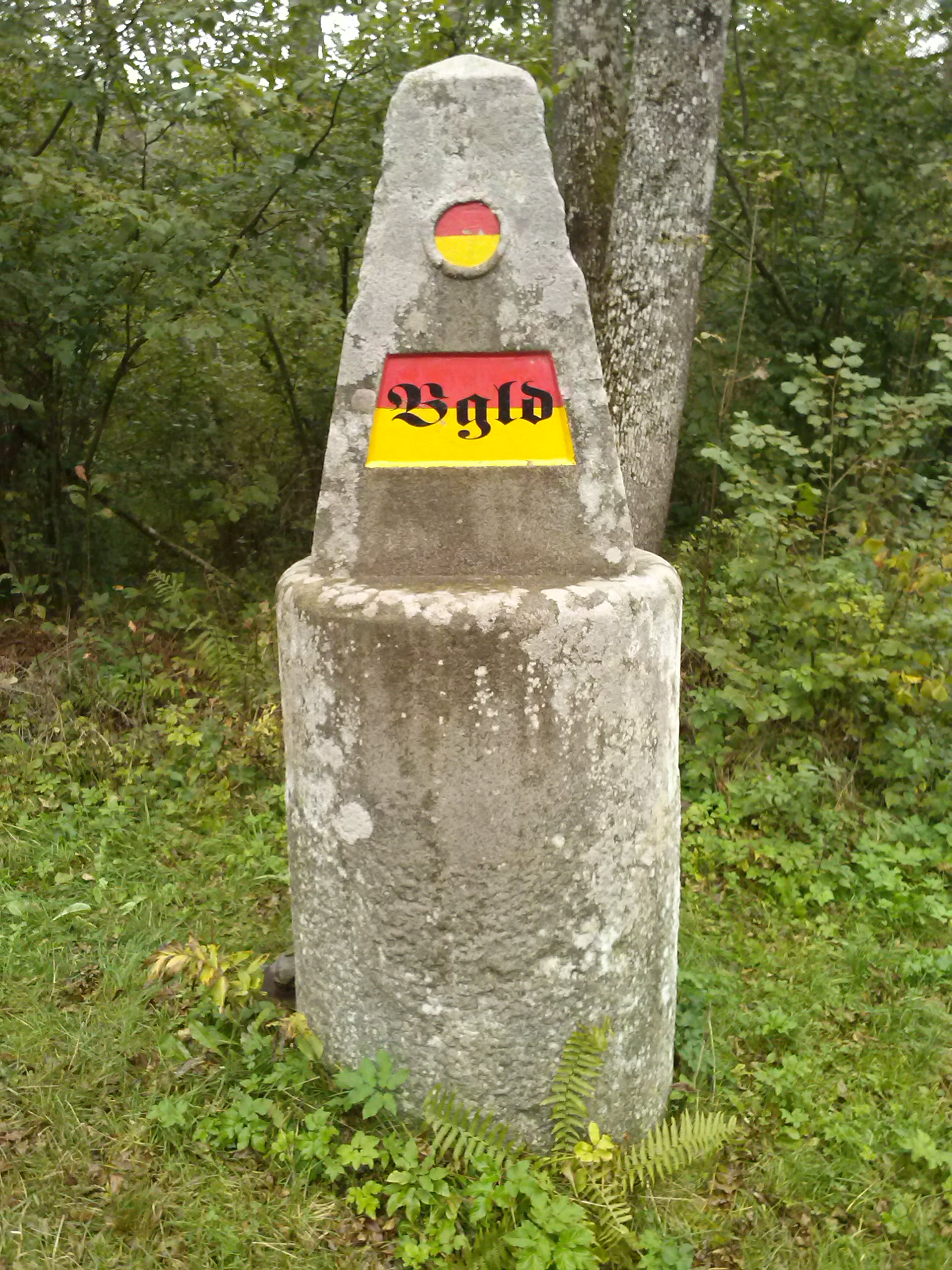
Burgenlandzka strona kamienia granicznego, oznaczającego trójkąt graniczny trzech landów.

Miejscowość Oberschützen leży pomiędzy dwoma wzgórzami. Oberschützen i jej część Schmiedrait wraz ze styryjską gminą Schäffern i dolnoaustriacką gminą Hochneukirchen-Gschaidt tworzą trójkąt graniczny trzech landów – Burgenlandu, Styrii i Dolnej Austrii.
| Niemiecka nazwa miejscowości | Węgierska nazwa miejscowości | Chorwacka nazwa miejscowości | Romska nazwa miejscowości |
| ---------------------------- | ---------------------------- | ---------------------------- | ------------------------- |
| Aschau im Burgenland         | Hamvasd                      | -                            | Hamvasd                   |
| Oberschützen                 | Felsőlövő                    | Gornje Šice                  | Uprutni Schica            |
| Schmiedrait                  | Határfő                      | -                            | -                         |
| Unterschützen                | Alsólövő                     | Dolnje Šice                  | Telutni Schica            |
| Willersdorf                  | Villámos                     | -                            | -                         |